# Construcciones y Auxiliar de Ferrocarriles
CAF (officielt Construcciones y Auxiliar de Ferrocarriles) er en spansk producent af jernbanekøretøjer, jernbanemateriel og busser. De har hovedkvarter i Beasain, Baskerlandet og har i alt 11 fabrikker i Amerika og Europa. Produkterne omfatter letbanekøretøjer, undergrundsbanetog, jernbanevogne & lokomotiver samt busser igennem datterselskabet Solaris Bus & Coach. 
Compañía Auxiliar de Ferrocarriles (CAF) blev etableret i 1917 og var specialiseret i produktion af fragtvogne.